# Milano-Mantova 1946
La Milano-Mantova 1946, sedicesima edizione della corsa, si svolse il 14 aprile 1946 su un percorso di 220 km. La vittoria fu appannaggio dell'italiano Mario Ricci il quale batté in volata ristretta i connazionali Adolfo Leoni, Antonio Bevilacqua e Carlo Rebella.

## Percorso
Percorso di 220 km prevalentemente pianeggiante, con partenza a Milano e transito, tra le altre località, a Vaprio d'Adda, Bergamo (km 45), Coccaglio (km 76), Brescia, Colle Sant'Eusebio a Vallio Terme (unica asperità di giornata), Salò (km 148), Castiglione delle Stiviere (km 180); l'arrivo era posto nel Velodromo in Viale Te a Mantova.

## Ordine d'arrivo (Top 10)
| Pos. | Corridore          | Squadra          | Tempo    |
| ---- | ------------------ | ---------------- | -------- |
| 1    | Mario Ricci        | Legnano          | 5h38'00" |
| 2    | Adolfo Leoni       | Bianchi          | s.t.     |
| 3    | Antonio Bevilacqua | Wilier Triestina | s.t.     |
| 4    | Carlo Rebella      | Olmo             | s.t.     |
| 5    | Vito Ortelli       | Benotto          | a 3'30"  |
| 6    | Mario De Benedetti | Olmo             | s.t.     |
| 7    | Gino Bartali       | Legnano          | a 3'35"  |
| 8    | Glauco Servadei    | Bianchi          | s.t.     |
| 9    | Luigi Casola       | Individuale      | s.t.     |
| 10   | Osvaldo Bailo      | Individuale      | s.t.     |